# Yokozutsumi (metropolitana di Osaka)
Yokozutsumi (横堤駅?, Yokozutsumi-eki) (N25) è una stazione della Metropolitana di Osaka sulla linea Nagahori Tsurumi-ryokuchi. La situazione si trova nel quartiere di Jōtō-ku a Osaka.